# Beta1 Sagittarii
Pour les articles homonymes, voir Beta Sagittarii et Arkab.
Désignations
Beta1 Sagittarii (β1 Sagittarii / β1 Sgr, Bêta1 Sagittarii), appelée également Arkab Prior puisqu'elle précède β2 dans le ciel, est une étoile binaire de la constellation du Sagittaire située à 378 années-lumière de la Terre.
Arkab Prior A est une étoile bleu-blanc de la séquence principale de type spectral B9V ayant une magnitude apparente de +3,96. Arkab Prior B est une naine de type A3 avec une magnitude apparente de +7,4.  Les deux étoiles sont séparées dans le ciel par 28 secondes d'arc, ce qui les met à au moins 3 300 unités astronomiques de distance.
Le nom d'Arkab Prior a été officialisé par l'Union astronomique internationale le 5 octobre 2016.